# Martin Schweiger (Eishockeyspieler)
Martin Schweiger (* 31. Mai 1978 in Schongau) ist ein ehemaliger deutscher Eishockeyspieler.

## Karriere
Martin Schweiger begann seine Karriere beim EC Peiting, für den er in der Saison 1997/98 in der zweitklassigen 1. Eishockey-Liga Süd auflief. Zuvor spielte er auch für die Junioren des ESV Kaufbeuren in der Junioren-Bundesliga. 1998 ließ sich der EC Peiting in die viertklassige 2. Liga Süd zurückstufen und Schweiger erzielte in 48 Partien der Saison 1998/99 insgesamt 43 Scorerpunkte. Im Sommer 1999 wechselte er zum EV Regensburg, für den er in den folgenden zwei Jahren in der Oberliga aktiv war. Danach kehrte er für eine Spielzeit zu seinem Heimatverein zurück, ehe er vom ESV Kaufbeuren verpflichtet wurde. Für die Buron Joker war er in den folgenden vier Jahren in der 2. Bundesliga aktiv, wobei er seine Punktausbeute von Jahr zu Jahr steigerte und dadurch auch von den Talentspähern der DEL-Clubs beobachtet wurde. Nachdem er in der Saison 2005/06 insgesamt 58 Scorerpunkte in 58 Saisonspielen für die Joker erzielt hatte, erhielt er einen Vertrag bei den Duisburger Füchsen aus der Deutschen Eishockey Liga.
Die Füchse Duisburg verstärkten sich im Dezember 2006 mit Verteidiger Michael Hrstka vom Zweitligisten SC Bietigheim-Bissingen. Im Gegenzug wechselte Martin Schweiger aus Duisburg zu den Steelers. Für die Steelers spielte Schweiger bis 2008, ehe er zu den Ravensburg Tower Stars wechselte. In Ravensburg blieb er für eine Spielzeit und kehrte danach zu seinem Heimatverein zurück. Die Saison 2010/11 verbrachte er beim EHC Dortmund und wurde im Mai 2011 zusammen mit Boris Ackers von den Löwen Frankfurt unter Vertrag genommen. Nach einer Spielzeit in Frankfurt, in der er auch als Mannschaftskapitän agierte, wechselte er zur Saison 2012/13 zu Deggendorf Fire, die er nach nur einer Spielzeit wieder verließ.
Seit der Saison 2013/14 lief Schweiger für die Memminger Indians in der höchsten Bayrischen-Amateurliga auf und wechselte nach zwei Jahren in Memmingen in die Oberliga-Süd zum ERC Sonthofen. Es folgten jeweils ein Jahr beim HC Landsberg und EA Schongau, ehe er seine Karriere beendete.

## Karrierestatistik
(Legende zur Spielerstatistik: Sp oder GP = absolvierte Spiele; T oder G = erzielte Tore; V oder A = erzielte Assists; Pkt oder Pts = erzielte Scorerpunkte; SM oder PIM = erhaltene Strafminuten; +/− = Plus/Minus-Bilanz; PP = erzielte Überzahltore; SH = erzielte Unterzahltore; GW = erzielte Siegtore; 1 Play-downs/Relegation; Kursiv: Statistik nicht vollständig)